# Região Geográfica Imediata de Santa Maria

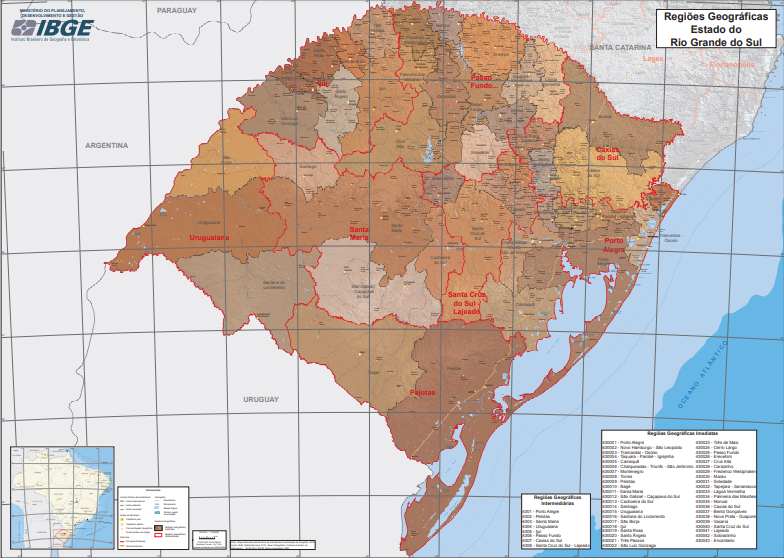
Mapa das Regiões Geográficas do Rio Grande do Sul

A Região Geográfica Imediata de Santa Maria é uma das 43 regiões imediatas do estado brasileiro do Rio Grande do Sul, uma das 4 regiões imediatas que compõem a Região Geográfica Intermediária de Santa Maria e uma das 509 regiões imediatas no Brasil, criadas pelo IBGE em 2017. É composta de 25 municípios.